# انتخابات الرئاسة الأمريكية 1824
الانتخابات الرئاسية الأمريكية 1824 هي الانتخابات الرئاسية الأمريكية التي جرت في 1824، لانتخاب رئيس الولايات المتحدة، فاز بالانتخابات جون كوينسي آدامز، حصل على 84 صوت.

## المرشحين
| المرشح            | الحزب | عدد الأصوات |
| ----------------- | ----- | ----------- |
| جون كوينسي آدامز  |       | 84          |
| أندرو جاكسون      |       | 99          |
| ويليام ه كراوفورد |       | 41          |
| هنري كلاي         |       | 37          |